# Společnost pro církevní právo
Společnost pro církevní právo je český spolek, jehož cílem je napomáhat studiu a bádání v oborech kanonického práva, konfesního práva, právních dějin církví a v právních oborech s nimi souvisejících.
Spolek byl zřízen roku 1994 při Právnické fakultě Univerzity Karlovy. Z církevního hlediska je ekumenický. Od roku 1995 je kolektivním členem České křesťanské akademie a v současné době[kdy?] hraje roli její právní sekce. Od roku 2014 je také členem členem Rady vědeckých společnosti České republiky.
Vydala několik publikací v rámci svého zaměření a vydává od roku 1995 čtvrtletní periodikum Revue církevního práva, které je jako recenzovaný neimpaktovaný odborný časopis zařazený v Seznamu recenzovaných neimpaktovaných periodik vydávaných v České republice a v mezinárodních citačních indexech Web of Science, ERIH PLUS (European Reference Index for the Humanities and the Social Sciences) a CEEOL (Central and Eastern European Online Library). Společnost pro církevní právo vydává populárně-informační měsíčníky Zrcadlo církve a Church Reporter, který je k dispozici i v české a anglické verzi.
V rámci své činnosti provozuje knihovnu a pořádá mj. cyklus večerních nebo odpoledních přednášek a setkání svých členů a příznivců pod názvem Působení práva v církvi a společnosti. Tyto akce se konají přibližně 1x za čtvrt roku, zpravidla na Právnické fakultě Univerzity Karlovy a občas v zimním refektáři Dominikánského kláštera v Praze na Starém Městě.[zdroj?]
Jednou do roka, zpravidla v září, pořádá ve spolupráci s Právnickou fakultou Masarykovy univerzity jednodenní mezinárodní konferenci Církev a stát a zhruba jednou za tři roky třídenní konferenci Pražské rozhovory o vztahu církví a státu, při níž vystupují přední konfesionalisté z většího počtu států Evropy a z USA se zprávami o působení církví ve veřejných institucích v jejich zemích.
Společnost pro církevní právo měla v roce 2023 541 členů. Pracuje v místních skupinách v Praze, Brně, Olomouci, Stříbře a Českých Budějovicích. Místní skupiny vytvářejí ještě vlastní programy.